# 馬尾症候群
馬尾症候群（cauda equina syndrome，CES）是各种原因导致腰骶尾段脊神经根丝（马尾）受损的综合征，是一类多体节的复杂神经根病变，其症狀及病徵包含：下背痛、輻射至腿部的疼痛（坐骨神經痛）、肛門周圍麻木或麻刺、膀胱或腸道失去控制，最严重者会有下肢的下运动神经元性瘫痪，可为单侧或不对称。其發作時間可能突然發生，也可能漸進性惡化。
常見主要成因為下背椎間盤突出。其他成因包含椎管狹窄、癌症、創傷、硬腦膜上膿瘍、及硬腦膜上血腫。其診斷方式主要根據症狀，確診方式為醫學影像，如核磁共振（MRI）、或電腦斷層掃描。
馬尾症候群的主要治療為：椎板切除手術。若其突然發生，則被視為需要緊急醫療的情形，需積極安排手術解除神經壓迫，若延遲治療可能導致永久的功能喪失。儘管即時獲得手術治療，也可能會留下長期的後遺症，如：膀胱障礙、性功能障礙、或感覺麻木。但有約20%的患者即使進行積極治療後效果仍不佳。其發生率約為每年 1/70000。這項疾病在1934年首次被記載。

## 症狀

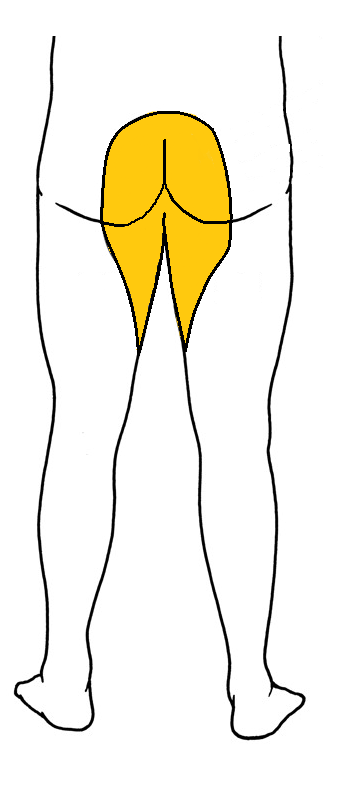
黃色標記處為「鞍部麻木」（saddle anesthesia）的大致區域

馬尾症候群的症狀包含：
- 嚴重背痛
- 鞍部麻木（見右圖）：通常涉及薦椎第3節（S3）到第5節（英语：Sacral spinal nerve 5）（S5）神經皮節所支配的區域[6]:26，包含：會陰部、外生殖器、肛門產生感覺異常、麻木。簡單來說，就是在騎馬時會接觸馬鞍的區域會產生針刺感、麻木感，如腹股溝及大腿內側等。
- 膀胱及腸道功能失常[7]:216：導因於逼尿肌及肛門括約肌失去張力。逼尿肌失去張力會導致尿滯留、溢流型尿失禁。可以於患者解尿後，安排膀胱超音波掃描進行評估
- 單側或雙側坐骨神經麻木、疼痛
- 下肢肌肉無力或癱瘓（通常為截癱）
- 雙側跟腱反射消失[7]:216
- 性功能障礙
- 肛門反射及球海綿體肌反射消失
- 步態障礙

其中，嚴重背痛、鞍部麻木、尿失禁、大便失禁、性功能障礙為危險徵兆，必須緊急評估及處置。

## 病因
位於腰椎第1節（L1）、第2節（L2）或更低位的脊髓圓錐，其脊髓腔內含一束神經纖維（也就是馬尾），這束神經纖維內涵由腰椎第1節到薦椎第5節延伸而出的神經根，並從脊髓的末端開始分支。其中，腰椎第4節到薦椎第4節的神經根會匯入薦神經叢，並往足部延伸。此區域的壓迫、創傷、其他脊髓腔傷害，皆可能導致馬尾症候群。
在執行半身麻醉期間，於腰椎硬腦膜外注射藥物後也可能會產生暫時性的馬尾症候群症狀。

### 創傷
直接應力的創傷可能導致馬尾症候群。其最常見的病機包含：腰椎穿刺的併發症、爆裂性骨折導致椎體的碎片往後方偏移、嚴重的椎間盤突出、脊髓麻醉時導管所造成創傷、脊髓麻醉導致馬尾周圍具高濃度麻醉藥、及穿刺傷害如刀傷或槍傷等。

### 椎管狹窄
馬尾症候群可能導因於腰椎椎管狹窄。其可能導因於脊椎退化（如骨關節炎）、先天性異常、或嚴重的脊椎滑脫。

### 發炎
脊椎慢性發炎可能導致椎管狹窄，進而導致馬尾症候群。相關原因包含：柏哲德氏症（Paget disease）、神經結節病（neurosarcoidosis）、慢性發炎性去髓鞘性多發性神經炎（CIDP）、僵直性脊椎炎、脊髓風濕免疫疾病、急慢性肺結核感染等。

## 風險因子
好發椎間盤突出症的族群，亦是馬尾症候群最高風險的族群，因此女性、中年人、搬重物、肥胖都是風險因子。種族的影響不大，但有報告指出非裔美國人的發生率較其他族群略低。

## 診斷

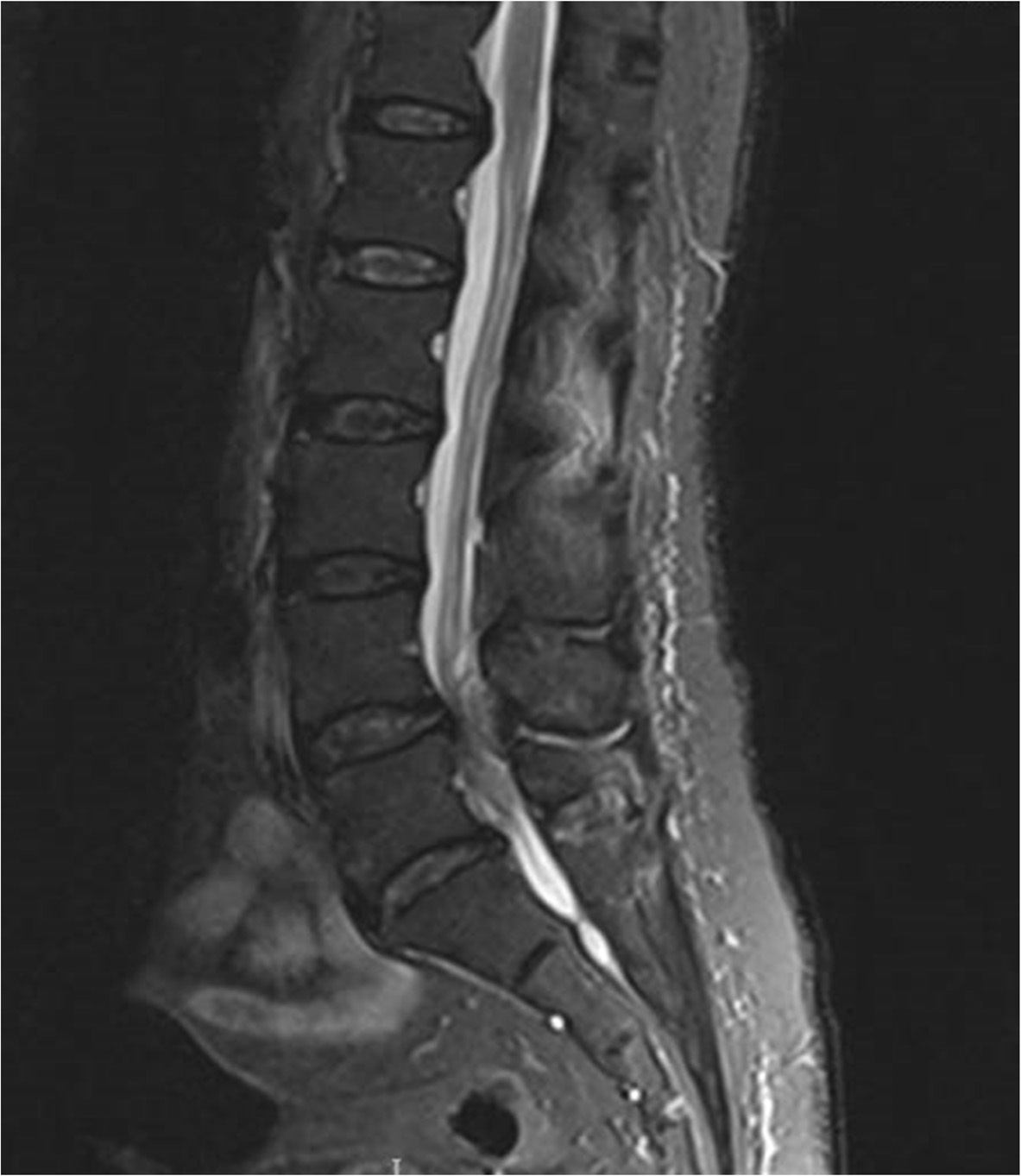
MRI發現脊髓膿瘍所導致的馬尾症候群

臨床病史和理學檢查可提供初步診斷的依據，確診則必須透過核磁共振（MRI）或電腦斷層掃描等醫學影像進行。在進行MRI之前，可以透過膀胱超音波來檢視患者是否有尿滯留。另外在插入尿管時若患者沒有感覺，也可能可以加強馬尾症候群的診斷。
理學檢查時應著重在痛覺的定位。使用針刺測試時，腰椎神經支配的區域（腿部）會麻木，但會陰神經支配的區域仍有完整的痛覺。上述表現暗示硬膜內、脊髓膜外的病變。若脊髓遭結核菌感染，則可能會出現下述症狀的三聚體，包含：下肢癱瘓、腰椎神經支配區域失去痛覺、會陰神經支配區域感覺異常。在急性發作的病患，儘早接受手術介入是相當重要。

## 預防
早期診斷可以促進預防性治療。幫助早期診斷的病徵包含：腸道及膀胱功能改變、及腹股溝的感覺減損。感覺減損的病人最初會感受到如針刺般的麻木感。膀胱功能改變的患者可能無法完全排空尿液、或尿流變細。如果患者的症狀已經惡化到嚴重的尿液滯留，則預防性治療不太可能成功。

## 治療
若患者確診為馬尾症候群，通常建議進行手術減壓。若馬尾症候群導因於椎間盤突出，則建議儘早安排手術減壓。
突發性馬尾症候群通常建議及早介入，算是緊急手術的適應症。若其症狀導因於一些壓迫性的病灶，如：椎間盤破損、腦膜上膿瘍、腫瘤、或血腫等，則可以在症狀出現後6、24、或48小時內，安排椎板切除術、或其他手術減壓術式。早期介入可以顯著降低患者永久傷害的風險。
手術時可能需要移除血液、骨頭碎片、腫瘤、突出的椎間盤、或異常的骨頭增生。若腫瘤無法被手術移除，且腫瘤為惡性，則可以安排放射治療、或化學治療作為替代的減壓方法。若症狀的成因為發炎性病因，如：僵直性脊椎炎等，則可以給予類固醇等抗發炎藥物。若成因為病毒感染，則應給予適當的抗生素療程。
懷孕可能因加劇腰椎的椎間盤突出而導致馬尾症候群，高齡產婦的風險更高。懷孕時也可以進行手術，且並不會負面的影響治療效果。無論懷孕的任何一個階段，都可以且應該進行馬尾症候群的治療。
在治療後，患者的生活型態可能必須做出相對應的調整。針對下肢功能、腸道功能，及膀胱功能受到損傷的病人，可能須安排物理治療或職能治療。肥胖的患者可能也必須減重。

### 腸道及膀胱控制
馬尾症候群的復健計畫會根據傷害的嚴重程度而有所不同。有一些長期的傷害可能會影響腸道及膀胱的控制。當手術完成後，患者須平躺休息，直到腸道及膀胱功能可以被評估為止。導尿管置入及引流可以幫助膀胱控制。適度活動、重力姿勢、及骨盆底運動（凱格爾運動）可以幫助控制排便。上述活動可以在躺著、站著、或跪地爬行姿勢下完成。膀胱及腸道功能的完整恢復，可能需要長達兩年的時間。

## 預後
患者的預後程度需要考量許多因素。最重要的因素為：神經受損的嚴重程度、及受壓迫的時間長度。一般而言，接受手術的時間延遲越久，則神經損傷的程度越嚴重。
若嚴重的損傷導致神經失去再生能力，則其傷害將會是永久的。若神經仍有再生功能，則恢復的時間仍有極大的差異。神經的生長異常的緩慢，因此嚴重或持續較久的神經損傷，平均需要數年的恢復時間。
文獻指出，罹患馬尾症候群的患者中，大約50-70%的人會導致尿滯留，大約30-50%會有部分的症狀。對於尚未發展至尿滯留的患者，特別是患病時間小於數天，則通常需安排積極安排緊急MRI、及減壓治療。這群患者的預後較好，但若病程拖延，則可能惡化為尿滯留。

## 動物
狗的退化性腰薦椎狹窄 （DLSS），又稱為馬尾症候群，是一種腰薦椎的退化性疾病，會影響關節、神經、軟組織、及椎間盤的關節連接。這種退化過程，最終會導致脊髓末端位於馬尾區域的軟組織及神經根遭受壓迫，並導致腰椎神經的疼痛。

## 外部連結
- 06-093c. at Merck Manual of Diagnosis and Therapy Home Edition